# Khamsa - Le Puits de l'oubli
Pour plus de détails, voir Fiche technique et Distribution.
Khamsa - Le Puits de l'oubli (en arabe : خامسة - بئر النسيان) est un film d’animation algérien de 2022 réalisé par Khaled Chiheb, alias « Vynom », et produit par D‑clik Production. Le film dure 77 minutes, en langue arabe, et représente le premier long métrage d’animation algérien.
Le film est sélectionné pour la compétition dans de grands festivals d'animation, tels que le Festival international du film d'animation d'Annecy 2022 et le Festival international du film d'animation d'Ottawa de la même année. En 2023, il remporte le prix Kabuku lors du premier Festival international du film d'animation de Niigata au Japon.

## Synopsis
L'histoire suit un jeune garçon nommé Adi, qui se réveille au fond d'un puits sombre avec une amnésie totale. Il se retrouve allongé sur le sable et traverse une galerie éclairée par le feu jusqu'à ce qu'il rencontre Tidar, une grande créature bienveillante. Tidar lui explique que ses souvenirs sont enfermés derrière une immense porte qu'il doit ouvrir avant qu'ils ne soient perdus à jamais. Accompagné de Tidar et d'un autre compagnon, une petite créature de flamme bleue borgne nommée Khamsa, Adi voyage à travers des paysages étranges et surréalistes (y compris des villes enterrées, des forêts pétrifiées et des marais) à la recherche de son passé.

## Production
En 2016, une équipe de trois illustrateurs algériens, Khaled Chiheb (Vynom), Kamel Zakour et Chafik Rouag, crée un court-métrage d'animation intitulé Khamsa, qui est présenté au Marché international du film d'animation d'Annecy.
Vynom développe davantage le projet et le transforme en long métrage intitulé Khamsa - Le Puits de l'oubli, qui est achevé en 2022.
Vynom est le réalisateur et le scénariste du film, Kamal Zakour assure la direction artistique, tandis que Kamal Mouhoune et Khaled Boumriche assurent la production (sous D-clik Production). Dima Tourgane est la voix principale, et la musique est réalisée par Tobias Lilja.
Vynom indique avoir été principalement inspiré par L'Œuf de l'ange de Mamoru Oshii,, tout en citant BLAME! de Tsutomu Nihei et des jeux vidéo comme Shadow of the Colossus et Bloodborne comme d'autres influences.

## Sortie et accueil
Une fois terminé, Khamsa - Le Puits de l'oubli est entré dans le circuit des festivals en 2022. Il est officiellement sélectionné pour la compétition des longs métrages au Festival international du film d'animation d'Annecy 2022 et au Festival international du film d'animation d'Ottawa de la même année.
En 2023, Khamsa est invité au premier Festival international du film d'animation de Niigata au Japon, où il remporte le prix Kabuku, un prix récompensant les films « non contraints par des valeurs conventionnelles »,.
Le film sort en salle en Algérie le 23 août 2024, à Alger, Oran et Constantine. Il attire l'attention du public algérien pour avoir été produit selon des normes internationales, et est souvent cité comme le premier long métrage d'animation réalisé dans le pays,.